# Cas dels catalans

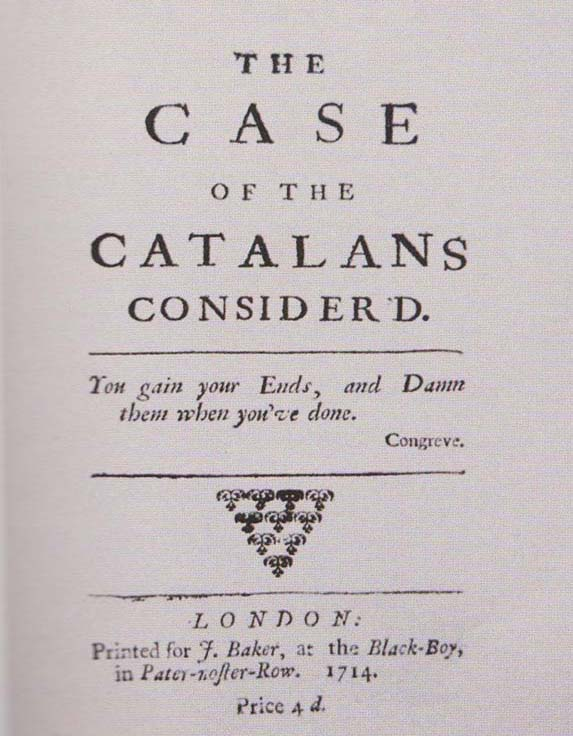
El Cas dels Catalans, Catalunya va lliurar la guerra tant al camp de batalla com a les cancelleries europees. Els ambaixadors catalans a Londres, Viena i La Haia van tenir un paper crucial a la guerra diplomàtica. Els manifestos recordaven a Anglaterra el seu tractat d'aliança militar amb Catalunya i la traïció d'Utrecht.

Cas dels catalans va ser la denominació utilitzada a les cancelleries europees per referir-se al conjunt de debats i acords sobre la destinació política del Principat de Catalunya en el context de la Pau d'Utrecht (1712-1714) que va posar fi a la Guerra de Successió Espanyola iniciada el 1701.

## Antecedents: el Pacte de Gènova de 1705
L'origen del problema es remuntava al Pacte de Gènova (20 de juny de 1705) mitjançant el qual Anglaterra s'havia compromès a garantir la conservació de les constitucions de Catalunya si aquesta se sumava a la causa de l'arxiduc Carles d'Àustria, en pugna pel tron espanyol, fins i tot en el cas d'una eventual victòria de Felip V.
La iniciativa va partir de la reina Anna d'Anglaterra, qui el març de 1705 va nomenar com a comissionat seu a Mitford Crowe, un comerciant d'aiguardent establert al Principat de Catalunya, «per contractar una aliança entre nosaltres i l'esmentat Principat o qualsevol altra província d'Espanya». Crowe es va posar en contacte amb un grup de propietaris i nobles de la Plana de Vic, coneguts com els vigatans, que era el primer nucli austriacista sorgit a Catalunya disposat a prendre les armes en contra de Felip. Els vigatans es van reunir el 17 de maig de 1705 a Vic i allí van acordar atorgar plens poders a dos representants seus per tal que signessin el tractat amb Anglaterra en nom dels catalans. El pacte va ser rubricat a Gènova el 20 de juny de 1705.
L'acord signat per Mitford Crowe, en nom de la reina Anna d'Anglaterra, i per Antoni Peguera i Aymerich i Domènech Perera, en nom del Principat incloïa el compromís d'Anglaterra de desembarcar a la costa catalana 8.000 soldats d'infanteria i 2.000 de cavalleria de les forces de la Gran Aliança, i lliurar 12.000 fusells amb la seva corresponent munició per armar a les forces catalanes. Per la seva banda Catalunya reconeixeria a Carles III l'Arxiduc com a legítim rei d'Espanya, i el nou rei hauria de jurar i mantenir les lleis catalanes.
En el text del tractat de Gènova s'apreciava l'ideari de l'austriacisme català -i en general de la resta d'estats de la Corona d'Aragó- que estava basat en la defensa del model pactista i "constitucionalista" de les relacions entre el sobirà i els seus súbdits, que anteposava la fidelitat a la "pàtria" -la defensa de les «llibertats, lleis i drets de la pàtria»- a la fidelitat al rei si aquest violava les lleis i institucions pròpies que la caracteritzaven i definien. Així al·ludia 17 vegades a les Constitucions catalanes i a la seva defensa, la qual cosa contrastava amb la política repressiva dels virreis nomenats per Felip de Borbó —que d'altra banda es queixaven de «el que estrenyen les seves Constitucions», referint-se al poder efectiu que tenien en el Principat de Catalunya.

## El «cas dels catalans» a la Pau d'Utrecht

### El Tractat d'Utrecht de juliol de 1713: l'abandó britànic
L'adveniment al poder del partit tory a la Gran Bretanya el 1710, favorable a aconseguir la pau amb Lluís XIV i Felip V, va alterar la política diplomàtica anglesa. La mort el 1711 de l'emperador Josep I d'Àustria, germà del pretendent al tron espanyol l'arxiduc Carles d'Àustria, i l'elecció d'aquest com el seu successor —va ser coronat al desembre de 1711 emperador del Sacre Imperi Romanogermànic—, va donar arguments al partit tory per iniciar les reunions secretes amb Lluís XIV per aconseguir la pau a Europa.
Una vegada iniciades les negociacions a Utrecht el gener de 1712 la reina d'Anglaterra va fer gestions a través del seu ambaixador a la cort de Madrid —quan encara no s'havia signat cap tractat a Utrecht—, perquè Felip V concedís una amnistia general als austriacistes espanyols, i singularment als catalans, que a més havien de conservar les seves Constitucions. Però la resposta de Felip va ser negativa, i quan l'ambaixador Lexington, seguint les instruccions de la reina Anna —qui "per motius d'honor i de consciència, se sentia obligada a reclamar tots els drets que gaudien els catalans quan els van incitar a posar-se sota el domini de la Casa d'Àustria"— va tornar a insistir sobre el «cas dels catalans», Felip V i la seva esposa li van contestar:
| « | Per aquests canalles, aquests pocavergonyes, el rei no atorgarà mai els seus privilegis, doncs no seria rei si ho fes, i esperem que la reina [d'Anglaterra] no ens els vulgui exigir. […] Sabem que la pau us és tan necessària com a nosaltres i no la voldreu trencar per una bagatel·la | » |

Per la seva banda l'ambaixador de Lluís XIV a Madrid, que va donar suport a la petició de l'ambaixador britànic, va informar al seu secretari d'estat «que ni en cas d'extrema necessitat el rei d'Espanya accediria al que Anglaterra vol exigir d'ell a favor dels catalans». Aquesta oposició frontal a fer cap concessió es va reflectir en la postura que va mantenir el marquès de Monteleón, ambaixador de Felip V en les negociacions del tractat que s'anava a signar a Utrecht amb la Gran Bretanya, quan va rebutjar la redacció de l'article 9 —«La Província de Catalunya gaudirà dels seus antics privilegis»— afirmant que la intenció de Felip V era limitar-se a concedir l'amnistia, «perquè tocant als privilegis que els reis, per pura bondat, van atorgar als catalans, s'han fet indignes d'ells per la seva mala conducta»
L'arxiduc Carles d'Àustria, recentment coronat emperador com Carles VI del Sacre Imperi Romanogermànic, va enviar al seu ambaixador Juan Hoffman primer a Londres i després a Utrecht amb la proposta que la Corona d'Aragó quedés sota el domini de la Casa d'Àustria —bé del mateix emperador o d'una de les arxiduquesses— sent segregada de la resta d'Espanya, que quedaria en mans de Felip V, i si aquesta proposta no era acceptada, que fos reconeguda la República Catalana —que inclouria no només el Principat, sinó també Mallorca i Eivissa— sota la protecció dels aliats o de l'emperador, solució que va ser rebutjada pel secretari d'Estat britànic Henry St John, 1r vescomte de Bolingbroke. Finalment l'emperador Carles VI es va autoexcloure del Tractat d'Utrecht, arribant-se a una pau per separat entre França, Anglaterra, Holanda i Felip V.
Felip V es va comprometre a decretar un perdó i amnistia general a tots els catalans pel succeït durant l'anterior guerra, però es va negar al manteniment de l'ordenament constitucional català. Es va declarar un armistici i mitjançant el conveni de l'Hospitalet (22 de juny de 1713) es va establir un tractat d'evacuació de les últimes tropes aliades a Catalunya. Pel 30 de juny de 1713 es va convocar una Junta General de Braços que havia de dirimir si Catalunya se sotmetia incondicionalment a Felip V o continuava la guerra en solitari. L'emperador va ordenar al mariscal Guido von Starhemberg que intercedís pels catalans i retardés l'evacuació.
Finalment el secretari d'estat britànic vescomte de Bolingbroke, desitjós d'acabar amb la guerra, va claudicar davant l'obstinació de Felip V i va renunciar al fet que aquest es comprometés a mantenir les "llibertats" catalanes. Quan l'ambaixador dels Tres Comuns de Catalunya a Londres Pau Ignasi de Dalmases i Ros va tenir coneixement d'aquest canvi d'actitud del govern britànic va presentar una súplica davant el Parlament britànic en la qual demanava que
| « | per tots els mitjans possibles procurés que Catalunya tingués tots els privilegis i se li conservessin totes les llibertats, lleis i excepcions que fins avui havia gaudit i avui dia estava gaudint; a vista d'haver seguit aquell país el mateix que va aprovar, va fomentar, va començar i va seguir l'Anglaterra... En atenció a la major glòria de S. M. i de la nació; en atenció als oferiments fets a Catalunya de no desemparar-la pels seus generals i almiralls. I en fi, en consideració que sent aquest país tan lliure i tan amant de la llibertat havia de protegir un altre país, que per les seves prerrogatives podria anomenar-se lliure, el qual sol·licitava la seva protecció i empara, afegint que les lleis, privilegis i llibertats són en tot semblants i gairebé iguals a les d'Anglaterra | » |

Gràcies a aquesta súplica Dalmases va aconseguir que la reina Anna el rebés a títol individual el 28 de juny de 1713, encara que en aquell moment l'acord entre Bolingbroke i els representants de Felip V ja estava tancat. La reina segons va explicar Dalmases després d'escoltar la seva súplica li va respondre que «havia fet el que havia pogut per Catalunya».
L'abandó dels catalans per la Gran Bretanya va quedar plasmat dues setmanes després en l'article 13 del tractat de pau entre la Gran Bretanya i Espanya signat el 13 de juliol de 1713. En ell Felip V garantia vides i béns als catalans, però quant a les seves lleis i institucions pròpies només es comprometia al fet que tinguessin «tots aquells privilegis que posseeixen els habitants de les dues Castelles». Bolinbroke va intentar justificar que amb aquest article la reina Anna ja havia complert honorablement amb les seves obligacions emanades del Pacte de Gènova al·legant que «els privilegis de Castella són molt més valuosos per a aquells que tracten de viure en la deguda subjecció a l'autoritat» i que a més asseguraven als catalans el gaudi del comerç americà i poder obtenir càrrecs en la monarquia.
El comte de la Corzana, un dels ambaixadors de Carles VI a Utrecht, va considerar l'acord plasmat en l'article 13 com el fruit «de la violència i mala fe del ministeri anglès» i tan «indecorós que el temps no esborrarà el sacrifici que el ministeri anglès fa de l'Espanya i singularment de la Corona d'Aragó, i més en particular de la Catalunya, als qui l'Anglaterra ha donat tantes seguretats de sostenir-los i emparar-los... deixant a discreció de la família dels Borbó la terra més aliada i distingida per la causa comuna». Tot això a canvi de l'«opi del Perú i Potosí que present ha adormit al ministeri anglès per sacrificar els interessos dels seus aliats».

### El tractat de Rastatt de març de 1714: la retirada imperial

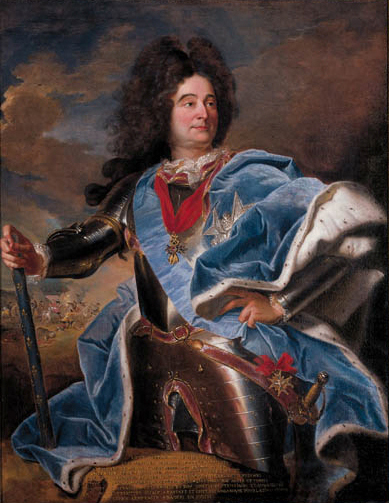
Retrat del Mariscal Claude Louis Hector de Villars. Obra de Hyacinthe Rigaud.

En les negociacions dutes a terme a la ciutat alemanya de Rastatt per segellar la pau entre Lluís XIV, representat pel Mariscal de Villars, i l'emperador Carles VI, representat pel príncep Eugeni de Savoia, el «cas dels catalans» aviat es va convertir en la qüestió més difícil a resoldre. Com li va comunicar Eugeni de Savoia al secretari d'Estat de Carles VI, el català marquès de Rialb, «no cesso de treballar quant m'és possible a favor i en benefici de la constant nació catalana, i bé puc dir amb ingenuïtat a V.I. que és un pont molt difícil d'arreglar». Per la seva banda el mariscal Villars comunicava al rei de França que el príncep Eugeni de Savoia estava disposat a aconseguir un acord, «però està molt apesarat sobre els articles dels catalans, i és possible que un sentiment similar hagi fet mossa en el cor de l'Arxiduc i l'Arxiduquessa… la qual, per tenir la llibertat de sortir [de Barcelona], haurà promès a aquests rebels tot allò que li hauran demanat». Igual que els britànics en les negociacions del tractat d'Utrecht, la qual cosa el representant imperial pretenia, seguint les indicacions de Carles VI, era que Felip V es comprometés a promulgar una amnistia per als seus "vassalls rebels" tant catalans com mallorquins i a no derogar les lleis i institucions pròpies del Principat de Catalunya —ni del Regne de Mallorca també del costat austriacista— si l'emperadriu i les tropes imperials l'abandonaven. Però Felip V se seguia negant desitjós d'aplicar a Catalunya i a Mallorca la "Nova Planta" que havia promulgat el 1707 per als "regnes rebels" de València i d'Aragó i que havia suposat la seva desaparició com a Estats. Però l'ambaixador Villars va acceptar la proposta d'Eugeni de Savoia sent desautoritzat pel secretari d'Estat de Lluís XIV, el marquès de Torcy, per la qual cosa va haver d'abandonar la negociació. Al mateix temps Lluís XIV enviava a Catalunya un exèrcit al comandament del duc de Berwick perquè recolzés al seu net Felip V i aquest acabés d'una vegada amb la resistència de Barcelona.
El 6 de març de 1714 es va signar el tractat pel qual l'Imperi Austríac es va incorporar a la pau d'Utrecht, sense aconseguir el compromís de Felip V sobre el manteniment de les lleis i institucions pròpies del Principat de Catalunya i del Regne de Mallorca que seguien sense ser sotmesos a la seva autoritat. La negativa a fer cap mena de concessió l'argumentava així Felip V en una carta remesa al seu avi Lluís XIV:
| « | No és per odi ni per sentiment de venjança pel que sempre m'he negat a aquesta restitució, sinó perquè significaria anul·lar la meva autoritat i exposar-me a revoltes contínues, fer reviure el que la seva rebel·lió ha extingit i que tantes vegades van experimentar els reis, els meus predecessors, que van quedar afeblits a causa de semblants rebel·lions que havien usurpat la seva autoritat. […] Si [Carles VI] s'ha compromès a favor dels catalans i els mallorquins, ha fet malament i, en tot cas, ha de conformar-se de la mateixa manera que ho ha fet la reina d'Anglaterra, jutjant que els seus compromisos ja es veien satisfets amb la promesa que he fet de conservar-los els mateixos privilegis que als meus fidels castellans | » |

### El viratge britànic: agost-setembre de 1714
Els dies 3 i 4 d'abril de 1714, un mes després d'haver-se signat el Tractat de Rastatt, va tenir lloc a la Cambra dels Lords un acalorat debat en el qual l'oposició whig va criticar al govern tory per haver abandonat als catalans i no haver-los preservat «el complet gaudi de totes les seves justes i antigues llibertats», la qual cosa consideraven una autèntica deshonra per a la Gran Bretanya. No obstant això, Bolingbroke no només va rebutjar les crítiques sinó que va ordenar a l'almirall Wishart un bloqueig de Barcelona per mar sota el pretext que catalans i mallorquins estaven perjudicant el comerç britànic al Mediterrani, i al mateix temps el seu ambaixador a Madrid enviava una carta a la Diputació General de Catalunya aconsellant-li rendir-se i sotmetre's al seu legítim sobirà. Al juliol Bolingbroke també va rebutjar la proposta del representant dels Tres Comuns de Catalunya a Londres Pau Ignasi de Dalmases i Ros perquè la reina Anna «prengui en dipòsit a Catalunya o almenys Barcelona i Mallorca fins a la pau general sense deixar-les anar a ningú fins que mitjançant tractat s'adjudiquin i s'asseguri l'observança dels seus privilegis» —en referència a les negociacions que tenien lloc a Baden—, perquè això podria suposar la represa de la guerra.

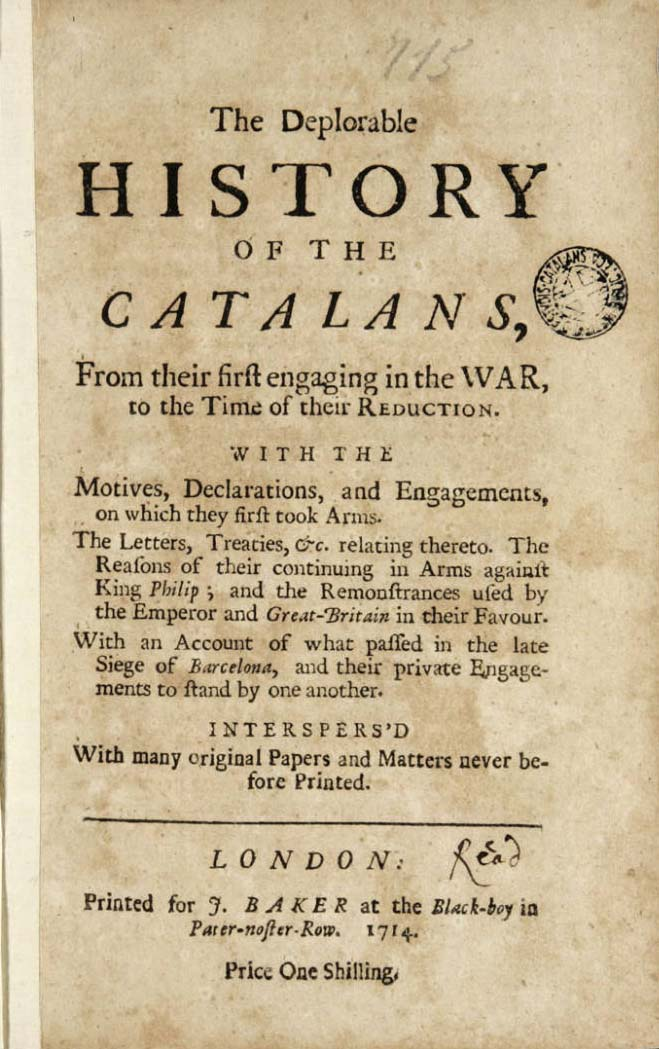
Primera pàgina de la publicació "The Deplorable History of the Catalans"

El corrent crític cap a la política britànica respecte dels aliats catalans i mallorquins també es va plasmar en dues publicacions aparegudes entre març i setembre de 1714. A The Case of the Catalans Considered, després d'al·ludir repetidament a la responsabilitat contreta pels britànics en haver encoratjat als catalans a la rebel·lió i a la falta de suport que van tenir després quan van lluitar sols, es deia:
| « | Els seus avantpassats els van llegar els privilegis que gaudeixen des de fa segles. Ara han de renunciar a ells sense honor i han de deixar, després d'ells, una raça d'esclaus? No; prefereixen morir tots; o la mort o la llibertat, aquesta és la seva decidida elecció. [...] Totes aquestes qüestions toquen el cor de qualsevol ciutadà britànic generós quan considera el cas dels catalans... La paraula catalans no serà sinònim de la nostra deshonra? | » |

Per la seva banda, The Deplorable History of the Catalans, després de narrar el succeït durant la guerra, elogiava l'heroisme dels catalans: «ara el món ja compta amb un nou exemple de la influència que pot exercir la llibertat en ments generoses».

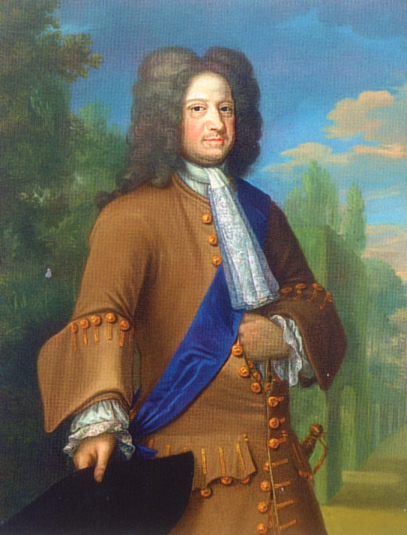
Retrat de 1715 del rei Jordi I de la Gran Bretanya.

El «cas dels catalans» va donar un gir complet quan la reina Anna d'Anglaterra va morir l'1 d'agost de 1714 i el seu successor, Jordi I de la Gran Bretanya, va donar ordres a l'ambaixador britànic a París perquè pressionés a Lluís XIV amb la finalitat que obligués a Felip V al fet que es comprometés a mantenir les lleis i institucions pròpies del Principat de Catalunya. Però les pressions britàniques no van fer efecte a Lluís XIV, a pesar que des de feia mesos aconsellava al seu net «moderar la severitat amb la qual voleu tractar-los [als catalans]. Tot i que rebels, són els vostres súbdits i heu de tractar-los com un pare, corregint-los però sense perdre'ls». Llavors Dalmases va demanar que la flota britànica es concentrés a Barcelona per aconseguir un alto-el-foc que acabés amb el cèrcol borbònic de la ciutat, petició que va ser acceptada pel govern britànic. Per la seva banda Felip Ferran de Sacirera va ser rebut en audiència el 18 de setembre pel rei Jordi I, que es trobava a La Haia camí de Londres per ser coronat, en la qual li va prometre que faria el possible per Catalunya, però temia que fos massa tard. En efecte, uns dies després es coneixia la notícia que el 12 de setembre de 1714 Barcelona havia capitulat. El 29 de setembre Jordi I arribava a Londres.
Tant el nou rei Jordi I com el nou govern whig, sortit de les eleccions celebrades a principis de 1715, eren contraris als acords que el govern anterior tory havia aconseguit amb Lluís XIV i que havien constituït la base de la Pau d'Utrecht, però van acabar per acceptar-los perquè els avantatges que la Gran Bretanya havia obtingut eren evidents, la qual cosa va suposar que el viratge britànic sobre el «cas dels catalans» finalment no es produís. La Realpolitik —cimentada en els avantatges incontrovertibles dels tractats d'Utrecht que consolidaven el predomini britànic— va acabar per imposar-se als desitjos polítics dels whigs i a la mala consciència d'uns pocs per l'abandó dels aliats catalans.
Malgrat tot, la nova majoria whig al parlament amb el suport del rei va formar un Committee of Secrecy encapçalat per Robert Walpole per elaborar un informe sobre l'actuació del govern tory anterior i depurar responsabilitats. Aquest comitè va considerar culpables de traïció als ministres Robert Harley i Bolingbroke i al capità general de les forces britàniques en el continent, el duc d'Ormond, i de greus crims i fetxories al cap de la representació britànica a Utrecht Thomas Wentworth. Harley va ser empresonat i Bolingbroke i Ormond van fugir a França on van col·laborar amb el pretendent Jacob III Estuard per organitzar un aixecament jacobita a Escòcia per enderrocar a Jordi I de la Gran Bretanya. A l'informe presentat pel comitè al parlament sobre el cas dels catalans es deia que aquests havien estat «abandonats i deixats en mans dels seus enemics contràriament a la fe i l'honor». No obstant això, el govern whig no va fer res per ajudar a Mallorca, que encara no havia caigut en mans borbòniques. Així el 2 de juliol de 1715 Mallorca va capitular.

## El «cas dels catalans» després de la Pau d'Utrecht

### El Congrés de Cambrai (1721-1724)
El cas dels catalans va tornar a l'actualitat el 1719 durant la Guerra de la Quàdruple Aliança, quan la política contrària a la Pau d'Utrecht llançada per Felip V a través del seu ministre Julio Alberoni va provocar que Espanya es quedés sola davant tot Europa; durant la invasió francesa del nord de Catalunya el ministre francès Guillaume Dubois, pressionat pel seu col·lega anglès lord James Stanhope, va anunciar la intenció de restaurar les Constitucions de Catalunya si els catalans s'unien a la seva causa. Davant l'escenari advers Felip V va destituir a Julio Alberoni i la qüestió no va progressar.
En el congrés de Cambrai que va seguir al Tractat de la Haia de 1720 que va posar fi a la Guerra de la Quàdruple Aliança es va reavivar el «cas dels catalans» entre l'exili austriacista i entre els austriacistes de Catalunya, com ho proven les disset cartes enviades des de Viena i Gènova a Barcelona entre 1721 i 1724, saltant-se la norma establerta per Felip V que prohibia la correspondència entre Catalunya i els territoris de l'Imperi. En elles els remitents expressaven la seva confiança en què l'emperador Carles VI aprofités l'ocasió per aconseguir que Felip V restituís les lleis i institucions pròpies de Catalunya abolides pel Decret de Nova Planta o que esclatés la guerra. També es queixaven que la repressió contra els austriacistes catalans continuava: «els que executen en aquest país no és cosa natural, i si Déu no posa remei, crec que pretenen acabar amb tots i poblar la terra amb una altra gent».
En aquest context de renaixement de l'austriacisme, el comte Felip Ferran de Sacirera, que ja havia estat ambaixador de Catalunya a la Haia quan el 1713-1714 s'estaven discutint a Utrecht els tractats que posarien fi a la Guerra de Successió Espanyola, va demanar a l'emperador Carles VI poder assistir a les sessions del Congrés de Cambrai «perquè no quedin infeliços uns vassalls dels països dels quals ha sortit V.M. emperador amb gran part dels dominis d'Espanya» i perquè tinguin «l'alleujament de saber [encara que gens s'aconseguís] que fins a la fi no els ha V.M. desemparat». El comte no va assistir al Congrés però la seva petició va ser recollida per l'emperador en un document que va presentar en les converses de Cambrai i en el qual es recollia el «cas dels catalans». Després d'establir l'«amnistia perpètua» per tots els antics contendents de la Guerra de Successió Espanyola, tant austriacistes com filipistes, en el mateix s'afirmava:
| « | Els regnes i províncies, ciutats, illes i comunitats d'una i una altra part [la Monarquia d'Espanya i l'Imperi] seran restablertes en el gaudi i lliure possessió de tots els seus privilegis, lleis, furs, constitucions, honors, preeminències i prerrogatives que gaudien quan va començar la present guerra [de successió espanyola] i van anar durant i per causa d'ella privades i desposseïdes... | » |

Però la resposta dels ambaixadors de Felip V va ser la de sempre (i els ambaixadors britànics tampoc van fer costat als imperials):
| « | que tenen ordre que no s'acordi res més a favor de Catalunya que el que ja es va fixar en l'article 13 del Tractat d'Utrecht. És a dir, que siguin tractats com les províncies més afavorides d'Espanya, que són les dues Castelles. | » |

### El Tractat de Viena de 1725
El 30 d'abril de 1725 es va signar el Tractat de Viena que va posar fi diplomàticament a la Guerra de Successió Espanyola, ja que segons l'estipulat en el mateix l'emperador Carles VI va renunciar als seus drets a la Corona d'Espanya i va reconèixer com a rei d'Espanya i de les Índies a Felip V, mentre que aquest reconeixia a l'emperador la sobirania sobre les possessions d'Itàlia i dels Països Baixos que havien correspost a la Monarquia Hispànica abans de la guerra. En un dels documents del Tractat Felip V atorgava l'amnistia als austriacistes i es comprometia a retornar-los els seus béns que havien estat confiscats durant la guerra i en la immediata postguerra. Així mateix, se'ls reconeixien els títols que els hagués atorgat Carles III l'Arxiduc, però en plantejar de nou l'emperador el «cas dels catalans» Felip V va tornar a negar-se a restablir les institucions i lleis pròpies dels Estats de la Corona d'Aragó, i l'emperador va acabar cedint.
En una carta enviada a Felip V pel seu negociador a Viena Johan Willem Ripperdá, aquest es queixava de la pressió al fet que s'havia vist sotmès pels «espanyols d'aquí» —en referència als exiliats austriacistes que ocupaven alts càrrecs en la cort de Viena— perquè «entrés en els tractats la restitució dels privilegis de la Corona d'Aragó, València i els catalans», al que Ripperdá, seguint les instruccions de Felip V, s'havia negat. La qüestió es va discutir en el Consell Suprem de l'emperador però allí va acabar imposant-se la realpolitik del "partit alemany" i es va renunciar a exigir la restitució de les "llibertats" del Principat de Catalunya perquè aquesta demanda faria impossible l'acord.
Després de la signatura del Tractat l'emperador Carles VI va tornar a insistir en el «cas dels catalans» el 1726-1726 en el context de la crisi plantejada per la signatura del Tractat de Hannover entre les monarquies de la Gran Bretanya, França i Prússia, com a reacció a la signatura del Tractat de Viena, i que va acabar desencadenant la guerra anglo-espanyola, el moment més crític de la qual va ser el fracassat setge de Gibraltar (1727). Així, al febrer de 1726, l'ambaixador imperial a Madrid Königsegg informava de les gestions que havia realitzat a favor de la restitució dels furs dels estats de la Corona d'Aragó en el qual informava que el secretari d'Estat Ripperdá li hi havia respost que no era el moment adequat per parlar del tema amb el rei a causa que la seva «aversió pels catalans era particularment forta». En aquest escrit també parlava de les dificultats que plantejava per aconseguir el seu objectiu la «repugnància» dels catalans pel rei i la seva «mala voluntat, tan odiosa com inútil, a un punt tal que fins al dia d'avui no sé de cap ajuntament que hagi pagat ni un cèntim dels impostos sense haver de ser sotmesos a execució forçosa per part de l'exèrcit». A continuació afegia:
| « | Després de la notícia de la pau que s'ha conclòs entre V.M.C. i la Corona d'Espanya s'han tornat més intractables [els catalans] que mai, i estan persuadits i divulguen per tot arreu que es va acordar un article secret per a la restitució dels seus furs i privilegis. Encara que intento desenganyar-los i fer-los comprendre que V.M.C. no pot ajudar-los més que amb els seus bons oficis, que amb tant fervor el seu reial nom [de Carles VI] utilitza en aquesta cort. No obstant això, la multitud s'obstina en aquest convenciment | » |

L'única gestió de l'ambaixador imperial que va donar resultat va ser que Felip V accedís a despenjar del Portal de Mar de la ciutat de Barcelona el cap del general austriacista Moragues que allí romania en una gàbia des de 1715. Altres peticions com el restabliment de la Universitat de Barcelona o del dret de la noblesa catalana a portar armes van ser desateses.

### La Guerra de Successió Polonesa (1733-1738) i l'«austriacisme persistent»

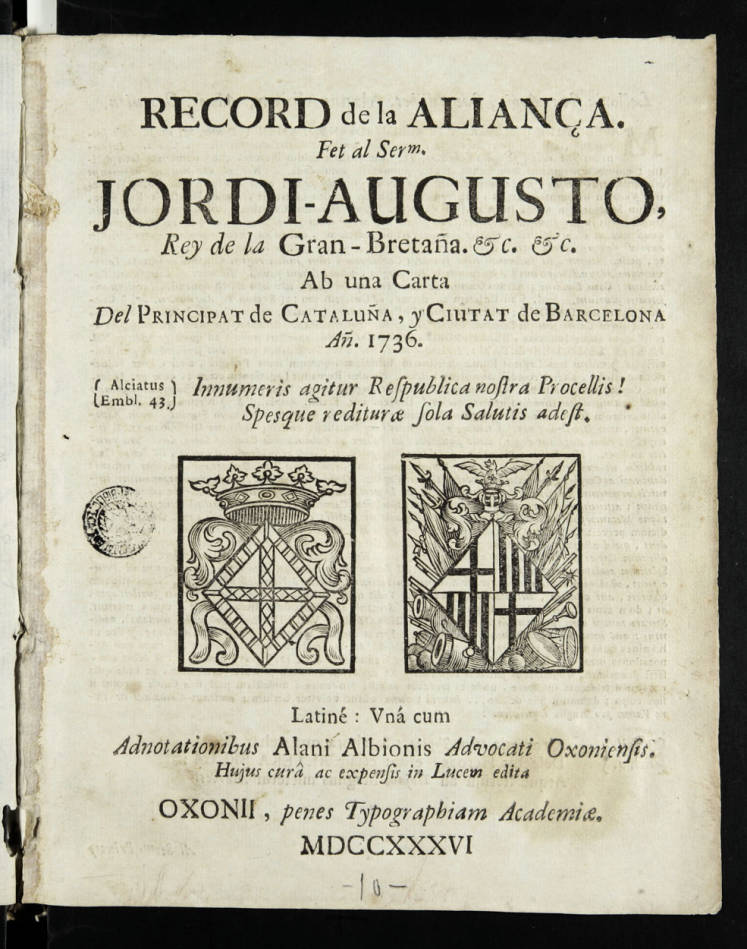
L'opuscle atribuït a Rafael Casanova Record de l'Aliança recorda al rei Jordi II d'Anglaterra l'aliança pactada a Gènova el 1705 entre el Principat de Catalunya i el Regne d'Anglaterra a fi d'auxiliar a l'Arxiduc Carles "a la sencera recuperació de tota la Monarquia d'Espanya",
La implicació de Felip V en la Guerra de Successió Polonesa (1733-1738) a causa dels Pactes de Família va desencadenar les esperances dels austriacistes per recuperar la «Llibertat de Catalunya». Va ser publicat el gener de 1736, el «22è any de la nostra esclavitud».

Anys després el «cas dels catalans» tornava a ressorgir arran de la Guerra de Successió Polonesa. La crisi internacional oberta per la successió al regne de Polònia que va enfrontar a August de Saxònia-Weissenfels, candidat recolzat per l'emperador Carles VI, i a Estanislau Lesczynski, recolzat per Lluís XV de França i per Felip V —després d'haver signat el primer "pacte de família" el 1731—, va alimentar de nou les expectatives de l'exili austriacista a Viena, liderats pel marquès de Rialb i Juan Amor de Soria. En aquells anys van aparèixer diverses obres exposant de nou el «cas dels catalans» com Record de l'Aliança, atribuïda a l'antic conseller en cap Rafael Casanova i en la qual es denunciaven els compromisos incomplits pels britànics; La veu precursora de la veritat, en la qual es propugnava la formació d'una gran aliança antiborbònica; o Via fora els adormits, que defensava la volta a la Monarquia dels Àustries i si no era possible que els britànics imposessin una «república lliure del Principat». Encara que el text més important d'aquest "austriacisme persistent" va ser la Malaltia crònica i perillosa dels regnes d'Espanya i d'Índies (1741) de l'aragonès d'origen navarrès Juan Amor de Soria —que anys abans havia escrit un altre text que va quedar inèdit titulat Edicions i notes històriques des de l'any 1715 fins al 1736.
Un exemple representatiu d'aquest «austriacisme persistent», com el va anomenar l'historiador i economista català Ernest Lluch, pot ser un escrit anònim publicat el 1732 amb el títol de Remeis necessaris, justs i convenients per restablir la salut d'Europa, en el qual queda clar, com en altres textos, que el «cas dels catalans» no es referia exclusivament a les "llibertats" del Principat de Catalunya sinó a les de tots els «regnes i dominis» de la Monarquia d'Espanya. Així en l'opuscle es propugnava la formació d'una gran aliança a Europa per restablir l'equilibri europeu i per alliberar els espanyols que «gemeguen sota la més dura servitud del despotisme de la Casa de Borbó» i restaurar
| « | l'antiga llibertat dels espanyols i dels vassalls d'aquella gloriosa monarquia en aquests regnes i dominis, la segura observança de les seves lleis, dels seus furs, dels seus privilegis, de les seves llibertats i immunitats, l'autoritat de les seves Corts generals, com la van tenir en temps dels senyors reis Ferran i Isabel. | » |